# Robbie Grace
Robbie Grace (* 14. Juni 1954) ist ein ehemaliger südafrikanischer Snookerspieler, der zwischen 1985 und 1993 für acht Saisons Profispieler war. In dieser Zeit erreichte er das Finale der South African Professional Championship 1989, die Runde der letzten 32 der UK Championship 1986 und Rang 63 der Snookerweltrangliste. Nach dem Ende seiner Profikarriere gewann er 1997 die südafrikanische Snooker-Meisterschaft.

## Karriere
Grace wurde zur Saison 1985/86 Profispieler. Während er während der ersten Saison lediglich (und zusätzlich nur mit bescheidenem Erfolg) an der Snookerweltmeisterschaft teilnahm, erreichte er während der nächsten Saison die Runde der letzten 64 der British Open und die Runde der letzten 32 der UK Championship, wodurch Grace auf Platz 63 der Snookerweltrangliste geführt wurde. Auch wenn er während der nächsten drei Spielzeiten neben dem Finale der South African Professional Championship 1989, einem Turnier ohne Weltranglisteneinfluss, zweimal die Hauptrunde eines Weltranglistenturnieres erreichen konnte, rutschte er auf der Weltrangliste auf Platz 113 ab. Nach zwei schlechten Spielzeiten ohne Siege zog sich Grace Mitte 1992 vom Profisnooker zurück, beendete aber erst ein Jahr später, mittlerweile abgestürzt auf Platz 193 der Weltrangliste, offiziell seine Karriere. 1997 gewann Grace die südafrikanische Snooker-Meisterschaft, woraufhin er an der Amateurweltmeisterschaft teilnehmen durfte, wo er aber bereits in der Gruppenphase ausschied. Anfang der 2000er-Jahre nahm Grace noch zweimal an der südafrikanischen Meisterschaft teil, allerdings ohne großen Erfolg.

## Erfolge
| Ausgang         | Jahr | Turnier                                 | Finalgegner | Ergebnis  |
| --------------- | ---- | --------------------------------------- | ----------- | --------- |
| Profiturniere   |      |                                         |             |           |
| Zweiter         | 1989 | South African Professional Championship | Perrie Mans | 5:8       |
| Amateurturniere |      |                                         |             |           |
| Sieger          | 1997 | Südafrikanische Snooker-Meisterschaft   | unbekannt   | unbekannt |